# Saó
Saó es una revista mensual fundada en 1976 en la ciudad española de Valencia. Está dirigida por el sacerdote Josep Antoni Comas, el padre Vicent M. Cardona y Puig y Emili J. Marín Soriano. Fue una de las primeras revistas editadas en valenciano desde la instauración de la democracia en España. Su inspiración es cristiana basada en el Concilio Vaticano II, trata temas de actualidad, culturales, sociales y religiosos. Reconoce y defiende la unidad cultural y lingüística del Comunidad Valenciana con Cataluña y las Islas Baleares. Celebra una cena anual donde se hace un homenaje en alguna personalidad cultural de los denominados Países Catalanes.
En 2009 la Generalidad Valenciana canceló el convenio por el cual la revista iba a organismos públicos, como por ejemplo bibliotecas. Este hecho provocó una crisis en la revista y se solucionó mediante la búsqueda de nuevos subscriptores.
En 2012 recibió en La Eliana el Galardón al Uso Social del Valenciano otorgado por Escola Valenciana. Desde el año 2010 está dirigida por Vicent Boscà Perelló.